# 1974년 2월 영국 총선
1974년 2월 영국 총선은 1974년 2월 28일에 영국 하원의 의원 635명을 선출하기 위해 실시된 선거이다. 당초 여론조사에서는 에드워드 히스 총리가 이끄는 보수당이 과반을 차지할 것으로 예측되었으나, 개표 결과 해롤드 윌슨 전 총리가 이끈 노동당이 의석수에서 승리를 거두고 제1당이 되었다. 하지만 노동당 역시 원내 과반 의석수에서 17석이 모자라 단독 집권에는 실패했다. 보수당은 이전 선거의 의석수보다 28석이 줄어들었으나 득표율에서는 노동당을 살짝 넘겼다. 결과적으로 단독 과반을 차지한 정당이 없는 헝 의회가 되면서 에드워드 히스 수상은 사퇴하고, 해롤드 윌슨 전 총리가 영국 총리에 오르게 됐다. 노동당 역시 단독 내각 구성이 어렵다는 윌슨 총리의 판단에 따라 조기 총선이 예고되었고, 같은해 치러진 10월 선거에서는 노동당이 승리하게 된다.
이번 선거에서 북아일랜드 지역은 지역정당이 12석 전 지역구 (연합주의 성향 정당만 11석)를 석권하면서 여타 지역과는 크게 벗어난 결과를 보였다. 이는 얼스터 연합당이 서닝데일 협약에 항의하는 차원에서 보수당 지지를 철회하기로 한 것에 대해 유권자들이 호응한 것이었다. 스코틀랜드 역시 지역주의 정당인 스코틀랜드 국민당의 득표율이 지난 선거와 비교해서 11%가 증가했고, 의석수도 1석에서 7석으로 늘어나 상당한 약진을 거두었다. 웨일스 지역 정당인 플라이드 컴리 역시 처음으로 참여한 총선에서 당선자를 배출하는 성과를 거뒀다 (이전에는 1966년 카마던 재보궐선거|재보궐선거에서 승리).
히스 총리의 보수당 내각이 윌슨 대표의 노동당에 비해 득표율이 조금 더 우세했음에도 불구하고 정작 의석수에서 밀렸던 이유는, 각 지역구마다 노동당에게 던져진 표가 좀 더 당선권에 근접했기 때문이며, 여기에 얼스터 연합당 의원들이 보수당 편에 서지 않겠다고 선언한 것이 주요 원인으로 꼽힌다. 한편 지난 선거와 비교했을 때 노동당과 보수당 모두 상대적으로 득표율이 감소했는데, 양당에서 빠져나온 표심이 제레미 소프가 이끌던 영국 자유당에게 돌아갔기 때문이었다. 자유당은 총 600만 여 표를 얻으며 지난 선거보다 2.5배 불어난 득표율을 거두었으나 당선된 의원 수는 14명에 불과했다. 이는 당시 일부 언론에서 내놓은 예측치에 2분의 1에 불과한 성적이었다.
선거 직후 에드워드 히스는 총리 자리에서 즉각 사퇴하지는 않았는데, 북아일랜드의 연합주의 계열 의원들이 내각 신임 문제에 있어 노동당보다는 기존 보수당 정권을 지지하는 데 수긍할 것이라고 판단했기 때문이었다. 이후 히스 총리는 연립내각 구성을 위해 자유당의 소프 대표와 협상에 나섰는데, 보수당 지지에 소극적인 입장이었던 소프 대표는 선거제도 개혁을 대가로 요구하였다. 자유당의 조건에 난색을 표한 히스 총리는 결국 사임하였고 제1당 노동당의 윌슨 전 총리가 영국 총리 자리에 두번째로 오르게 됐다.
한편으로 이번 선거는 1973년 1월 1일 영국의 유럽 경제 공동체 가입 이후 치러진 첫번째 총선이었으며, 1929년 영국 총선 이후 45년 만에 원내 과반 의석수를 차지한 정당이 없는 선거가 되었다. 뿐만 아니라 같은 해에 총선이 두번씩 치러지게 된 것은 1910년 이후 처음이었다. 선거방송은 BBC에서 맡았으며 앨러스테어 버넷, 데이비드 버틀러, 로버트 매캔지, 로빈 데이 등이 해설자로 출연하였다.

## 선거 운동
1974년 2월 7일, 에드워드 히스 수상은 영연방 대회 참석차 뉴질랜드를 순방하던 엘리자베스 2세 여왕에게 의회를 해산하고 2월 28일에 총선을 치를 것을 공식 건의하였다. 선거 당시 영국의 경제적 상황은 여러 악재를 겪고 있던 관계로, <더 선>이나 <데일리 미러> 등의 언론에서는 '경제위기 총선' (Crisis election)으로 칭하기도 하였다.
총선 개시로부터 3일 뒤인 2월 10일, 영국 전국광부노조는 예고했던 대로 임금 인상을 요구하는 총파업에 들어갔다. 하지만 세간의 이목이 집중됐던 2년 전의 파업보다는 저자세로 진행되어, 충돌이 없었을 뿐만 아니라 각 피켓라인마다 여섯 명의 시위자만 참가했을 뿐이었다. 짐 프라이어 전 의원은 이 당시 광부들이 "조용하고 얌전히 있는 것이 꼭 생쥐 (mice) 같았다"고 회고했다. 선거기간 동안 영국 사회는 1주3일 전력소비원칙 (스리 데이 위크)이 시행됨에 따라 TV 방송시간 역시 단축되었으나, 보수당 정권 측에서 선거운동 방송을 보장하기 위해 심야 시간대 방송 금지를 해제하였다. 광부 파업이 그다지 큰 규모로 진행되지 않으면서 인플레이션 문제가 선거 주요 의제로 떠오르게 되었다. 2월 15일에는 소매물가지수가 전년도 대비 20%의 폭등을 보였다는 통계가 발표되었다.
2월 21일 영국 임금조정위원회는 광부 임금에 대한 조사보고서를 발표하였는데, 전국석탄위원회가 밝혀왔던 견해와는 달리 광부의 임금 수준이 여타 제조업 부문 노동자보다 적다는 사실이 밝혀졌다. 이는 보수당의 입장에 적잖은 타격을 입힌 것으로, 전국석탄위 측이 자체 임금체계를 스스로도 숙지하지 못하고 있으며, 애당초 파업할 필요도 없었던 것이 아니냐는 비난으로 이어졌다. 나흘 뒤에 발표된 무역 현황에서는 경상수지 적자가 3억 8300만 파운드를 기록, 관련 통계 집계 이후 사상 최고를 기록하면서 여당 측에 더더욱 큰 악재로 작용했다. 히스 총리는 이 소식과 관련해 '상황의 엄중함'을 고려하여 정권 재창출이 필요하다는 논리를 내세웠는데, 당시 노동당 예비내각 내무부 장관이었던 로이 젠킨스는 "결과가 악화되면 목소리에 더 힘이 실린다고 생각했나 보다"라고 비꼬기도 했다.
선거운동 과정에서 예기치 못했던 동시에 제일 큰 여파를 몰고 왔던 사건은 소신 발언으로 유명했던 보수당의 에녹 파웰 의원의 행보였는데, 이미 당 공약에 반하여 재선 출마를 단념한 것으로 모자라 유럽 공동체 가입에 관한 현 정부의 정책이 올바르지 못하다며 표를 주지 말라고 호소하기까지 했다. 2월 23일 영국 버밍엄의 연설회에서 파웰 의원은 이번 선거운동의 핵심 의제란 영국이 "한 민주주의 국가로 남을 것이냐, 신 유럽 대국의 변방으로 편입될 것이냐"라고 밝혔다. 또 "나라의 법을 제정하고 세금을 걷을 (의회) 고유의 권한"을 박탈한 자들에게 반대하는 것이 국민으로서의 "국가적 의무"라고 발언했다. 이 연설로 <더 선> 지는 "엎친 데 덮친 에녹" (Enoch puts the boot in)이란 헤드라인을 뽑기도 했다. 며칠 뒤 에녹 의원은 "브뤼셀 협약의 근본적인 재협상, 그리고 그 결과를 국민들에게 보고할 것을 약속하는 정당"이 승리하길 바란다고 밝혔다. 이는 곧 노동당의 공약집에서 명시된 내용이기도 했다.
2월 26일에는 캠벨 애덤슨 영국산업연맹 (CBI) 사무총장이 "고용주와 노조 관계를 국가 차원에서 망쳤다"면서 히스 정권이 제정한 산업관계법 폐지를 요구했다고 보도됨에 따라 보수당의 선거운동은 돌발 악재를 하나 더 맞이하게 됐다. 특히 애덤슨 총장은 탄광 노동자 문제와 관련해 정부 측과 면밀히 논의해왔던 것으로 알려진 시점이었다. 히스 총리는 애덤슨 총장의 발언이 개인적인 견해이며 영국산업연맹의 공식 입장을 대변하지 못한다고 해명했으나, 선거 패배 이후에는 이때의 발언이 보수당의 선거 운동에 부정적 영향을 끼친 사실을 인정했다. 한편 노동당은 애덤슨의 발언으로 "정부에게 촉구해왔던... 모든 면에서" 어려움이 확인된 셈이라는 입장을 보였다.

### 보수당의 유세
2월 7일, 히스 총리는 텔레비전 연설을 통해 영국 국민들에게 다음과 같이 호소했다.
여러분께선 훗날 필요한 결정을 제때 내릴 권한을 지닌 강력한 정부를 바라십니까? 의회와 정권이 계속해서 인플레이션에 맞서 싸우길 바라십니까? 아니면 막강한 노동세력의 외압에 밀려 물가 상승에 맞선 투쟁을 저버리길 바라십니까... 이런 갈등의 시대는 끝내야 합니다. 여러분께서 끝낼 수 있습니다. 여러분의 표로 말할 때입니다. 여러분의 목소리, 온건하고 합리적인 영국 국민의 목소리. 다수의 목소리를 들려줄 때입니다. 과격파와 행동파, 정말 못배운 이들에게 여러분이 이렇게 말해줄 때입니다. 그만하면 됐다고. 해도 너무 했다고. 이제 제발 좀 해 봅시다.

이리하여 보수당의 선거유세는 지금도 유명한 슬로건인 "누가 영국을 다스리는가?" (Who governs Britain?)로 집약됐다.
보수당의 선거공약집은 훗날 장관직에 오르는 나이절 로슨이 썼는데 그 제목은 <공정한 영국을 위한 단호한 행동> (Firm Action for a Fair Britain)이었다. 이때의 명칭을 두고 역사학자 도미닉 샌드브룩은 "듣기 거친 미사여구"라고 보았다. 선거공약집에는 야당인 노동당이 "정권에 굶주린 노동조합 대표들의 소모임"이 장악했다며 "역사상 유례없이 위험하고 극단적인 좌파 계략을 저지르고 있다"고 비난한다. 여기에 노동당이 승리하면 "엄청난 국가적 재앙"이 될 것이란 주장을 계속하고 있다. 샌드브룩은 보수당의 선거공약집이 "너무 모호하고 물렁하다"며, "세부적인 정책이나 방향감각"은 부족했다는 점을 부정적으로 짚고 있다.
에드워드 히스 총리는 선거운동 과정에서 지배적인 역할을 도맡은 것으로 알려져 있다. 공공유세에서 그는 차분하고 침착한 모습을 보였으며 파이낸셜 타임스의 데이비드 와트 기자는 "나랏님 같은" (statesmanlike), "여유로운" (relaxed) 사람으로 표현하기도 했다. 보수당의 마지막 선거운동 방송에서 히스 총리는 "이 나라를 위해 할 수 있는 건 다 하였습니다... 우리는 함께 일을 시작했습니다. 당신의 의지만 있다면 일을 계속해서 마칠 것입니다"라고 말했다.
보수당의 선거방송 중에서 과격성 논란이 빚어진 사례도 있었다. 이 방송에서는 해설자가 "노동당이 당신의 은행계좌, 담보대출, 봉급봉투를 몰수할 것"이라고 경고하면서 해롤드 윌슨과 제임스 캘러헌의 사진이 마이클 풋과 토니 벤의 사진으로 중첩되어 사라지는 화면을 내보낸다. 이어 "여러분께서 제 집도 소유하지 못하게 됐다고 알아차리기" 전에 노동당이 더 좌파로 기울지 못하도록 해야 한다고 주장했다. 당시 보도에 따르면 윌슨 노동당 대표는 이 방송에 격노하였고, 여당 측 인사인 피터 캐링턴 에너지장관이 공식 사과를 표해야 했다.

## 선거 결과
정당별 의석수
| 정당                | 의석수 |
| ------------------- | ------ |
| 노동당              | 301    |
| 보수당              | 297    |
| 자유당              | 14     |
| 스코틀랜드 국민당   | 7      |
| 얼스터 연합주의자당 | 7      |
| 밴가드연맹진보당    | 3      |
| 웨일스민족당        | 2      |
| 사회민주노동당      | 1      |
| 민주연맹당          | 1      |
| 민주노동당          | 1      |
| 무소속              | 1      |
| 합계                | 635    |

정당 득표율
| 정당                           | 득표수     | 득표율 |
| ------------------------------ | ---------- | ------ |
| 보수당                         | 11,872,180 | 37.9%  |
| 노동당                         | 11,645,616 | 37.2%  |
| 자유당                         | 6,059,519  | 19.3%  |
| 스코틀랜드 국민당              | 633,180    | 2%     |
| 얼스터 연합주의자당            | 232,103    | 0.8%   |
| 웨일스당                       | 171,374    | 0.5%   |
| 사회민주노동당                 | 160,137    | 0.5%   |
| 북아일랜드 친의회 연합주의자당 | 94,301     | 0.3%   |
| 국민전선                       | 76,865     | 0.2%   |
| 밴가드연맹진보당               | 75,944     | 0.2%   |
| 민주연맹당                     | 58,656     | 0.2%   |
| 공산당                         | 32,743     | 0.2%   |
| 연합당                         | 29,892     | 0.1%   |
| 통합당                         | 17,593     | 0.06%  |
| 민주노동당                     | 14,780     | 0.05%  |